# Acacia resinistipulea
Acacia resinistipulea é uma espécie de leguminosa do gênero Acacia, pertencente à família Fabaceae.